# Friedrich Christian Krieger

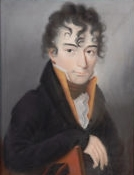
Porträt eines jungen Herren von F. Chr. Krieger

Friedrich Christian Krieger, auch Friedrich Christian Krüger, (* 23. Mai 1774 in „Zeucha“ bei Forst, Niederlausitz; † 13. Juni 1832 in Dresden) war ein deutscher Maler, der vor allem mit seinen Porträts bekannt wurde.

## Wirken
Krieger erlernte das Schneiderhandwerk in Cottbus und machte sich zunächst als Schneidermeister selbständig. Im Jahr 1800 begann er an der Dresdner Kunstakademie eine Ausbildung mit Schwerpunkt Porträtmalerei, ergänzte sie 1801 bei Christian August Lindner um Zeichenunterricht und setzte sie 1803/4 bei dem Professor für Genre- und Porträtmalerei Johann Eleazar Schenau fort. Anschließend zog er als wandernder Porträtist durch Böhmen und die Lausitz, wobei er vorzugsweise in Pastell arbeitete. 1814 wurde er in Breslau verzeichnet, anschließend in Posen. In Warschau erstellte er neben Porträts religiöse und figürliche Darstellungen, etwa Heiligenbilder für die Pfarrkirche in Łękińsko bei Piotrków. Nach weiteren Reisen nahm er 1822 festen Wohnsitz in Dresden.
Er machte sich einen Namen. 1828 erhielt er den Auftrag, in Prag ein Ölgemälde des Erzbischofs zu malen, es folgten Aufträge weiterer Prominenz. Krügers Werke wurden auf Ausstellungen von Berlin bis Breslau gezeigt.

## Familiäres
Seine beiden Kinder folgten seinem Vorbild als Künstler. Tochter Lina Johanna Caroline (1802 oder 1803–1884) unterrichtete er selbst, Sohn Gustav Ferdinand (* 1805) besuchte zusätzlich die Dresdner Akademie. 1820 stellte Krüger zum ersten Mal seine Werke gemeinsam mit denen seiner Kinder in Breslau aus.